# The Return of Carol Deane
Pour plus de détails, voir Fiche technique et Distribution.
The Return of Carol Deane est un film britannique réalisé par Arthur B. Woods, sorti en 1938.
C'est un remake du film Sa douce maison (The House on 56th Street) de Robert Florey qui était sorti en 1933.

## Fiche technique
- Réalisation : Arthur B. Woods
- Scénario : Paul Gangelin (en), John Meehan Jr., Tom Phipps d'après The House on 56th Street de Joseph Santley[2]
- Production : Jerome Jackson
- Photographie : Basil Emmott
- Montage : Bert Bates
- Musique : Bretton Byrd
- Distributeur : Warner Brothers-First National Productions
- Durée : 76 minutes
- Date de sortie : 16 août 1938

## Distribution
- Bebe Daniels : Carol Deane
- Arthur Margetson : Mark Poynton
- Peter Coke : Lord David Brenning
- Michael Drake : Lord Robert Brenning
- Zena Dare : Lady Brenning
- Chili Bouchier : Anne Dempster
- David Burns : Nick Wellington
- Aubrey Mallalieu : Lamont
- Wyndham Goldie : Francis Scott-Vaughan
- Lesley Brook : Diana
- Ian McLean : Prosecution